# Bramkowa teoria bólu
Bramkowa teoria bólu – teoria według której każdy impuls nerwowy informujący o bólu musi najpierw przejść przez pewien punkt w rdzeniu kręgowym (w rogu tylnym rdzenia), który decyduje czy impuls ma zostać przesłany dalej, czy nie. Jeżeli na drodze impulsu bólowego znajduje się inny silniejszy, ten pierwszy może nie dotrzeć do mózgu i zostać nieodczytany. Teorią tą można wyjaśnić zmniejszenie się bólu podczas masowania jednego miejsca na ciele i ustępowaniu jego w drugim miejscu. Teoria ta przyczyniła się do późniejszego odkrycia endorfin – naturalnych opioidów występujących w ludzkim ciele.
Po raz pierwszy została opisana przez Ronalda Melzacka i Patricka Walla w artykule Pain Mechanisms: A New Theory (Mechanizmy bólu: nowa teoria) na łamach Science w 1965 roku. Teoria była fizjologicznym wyjaśnieniem wcześniej zaobserwowanego wpływu psychologii na odczuwanie bólu.